# Битва у Киллдир-Маунтин

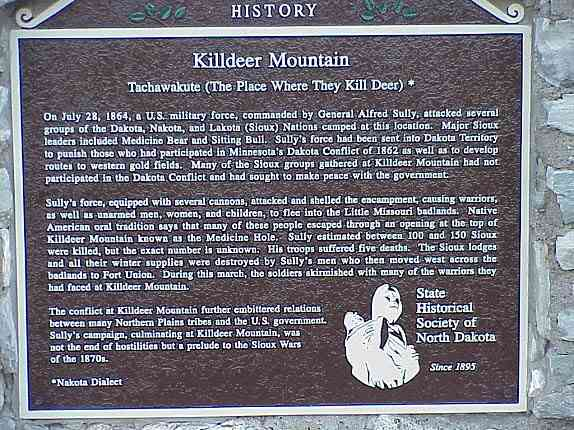
Исторический стенд, посвящённый сражению.

Битва у Киллдир-Маунтин — сражение между сиу и армией США, произошедшее 28 июля 1864 года у гор Киллдир на территории современного американского штата Северная Дакота.

## Предыстория
После окончания восстания сиу, часть индейцев, участвовавших в нём, бежали на Запад и в Канаду. Армия США, возглавляемая генералом Сибли, преследовала беглецов. В июне 1863 года Генри Хейстингс Сибли атаковал охотничий отряд лакота, который в результате засухи был вынужден охотиться восточнее реки Миссури, на землях янктонаев. Позднее часть лакота, возглавляемых Сидящим Быком, отомстила солдатам, совершив нападение на армейский обоз вблизи Эпл-Крик в Дакоте.
В середине 1864 года хункпапа, сихасапа, итазипчо и миннеконжу стояли лагерем выше устья реки Литтл-Миссури, неподалёку от гор Киллдир. Позже к ним присоединилась группа санти и янктонаев, бежавших от преследования американской армии. Через несколько дней после их прибытия, несколько индейских юношей вернулись в лагерь с охоты и сообщили о приближении солдат. Вожди сиу выслали разведчиков, а лагерь перенесли в холмы. Типи были поставлены у большого родника на горной равнине, окружённой лесистыми ущельями. Сиу надеялись, что здесь они будут в безопасности и солдаты не обнаружат их.

## Сражение
Вскоре вернулись разведчики и рассказали о приближение солдат. Индейцы подготовились к бою, но ещё не были уверены в намерениях солдат. Альфред Салли, обнаружив индейский лагерь, приказал артиллеристам открыть огонь. Лакота, которых возглавили Сидящий Бык и Желчь, заняли правый фланг, а санти и янктонаи во главе с Инкпадутой левый.
Бой был долгим и тяжёлым. Пока лакота сражались верхом на лошадях, санти укрылись в лощине, следуя привычной им тактике ведения боя в лесу. Они открыли огонь по приблизившимся солдатам, но сдержать атаку кавалеристов не смогли. Солдаты атаковали этих санти и убили 30 человек, тактика ведения боя в лесах не подходила для равнин. Лакота почти не понесли потерь в этом сражение.
Солдаты избегали рукопашных схваток, полагаясь на огонь пушек и ружей с дальней дистанции. Долго противостоять им с луками и стрелами сиу не могли. По мере продвижения солдат, индейцы отступали в сторону своего лагеря. Многие лакота никогда раньше не видели как сражаются солдаты и тем более не слышали одновременной стрельбы из такого количества ружей и пушек.
Женщины сиу снимали палатки, собирали вещи и уходили в горы, но они смогли увезти лишь часть имущества, прежде чем армия вступила в лагерь. Генерал Салли смог захватить сотни типи, тонны заготовленного на зиму сушёного мяса и множество бизоньих шкур.

## Последствия
Сиу в результате отступления потеряли почти всё своё имущество, и для них это было серьёзным ударом. Альфред Салли приказал сжечь все типи в лагере и перестрелять всех собак, бродивших по нему. Он позже подвергся серьёзной критике за то, что атаковал лакота, не имевших ничего общего с сиу, участвовавших в восстание в Миннесоте. Армия Салли продолжила путь на запад и 7 августа вступил в бой с индейцами в Бэдлендах.